# Tolochenaz
Tolochenaz est une commune suisse du canton de Vaud, située dans le district de Morges.

## Situation

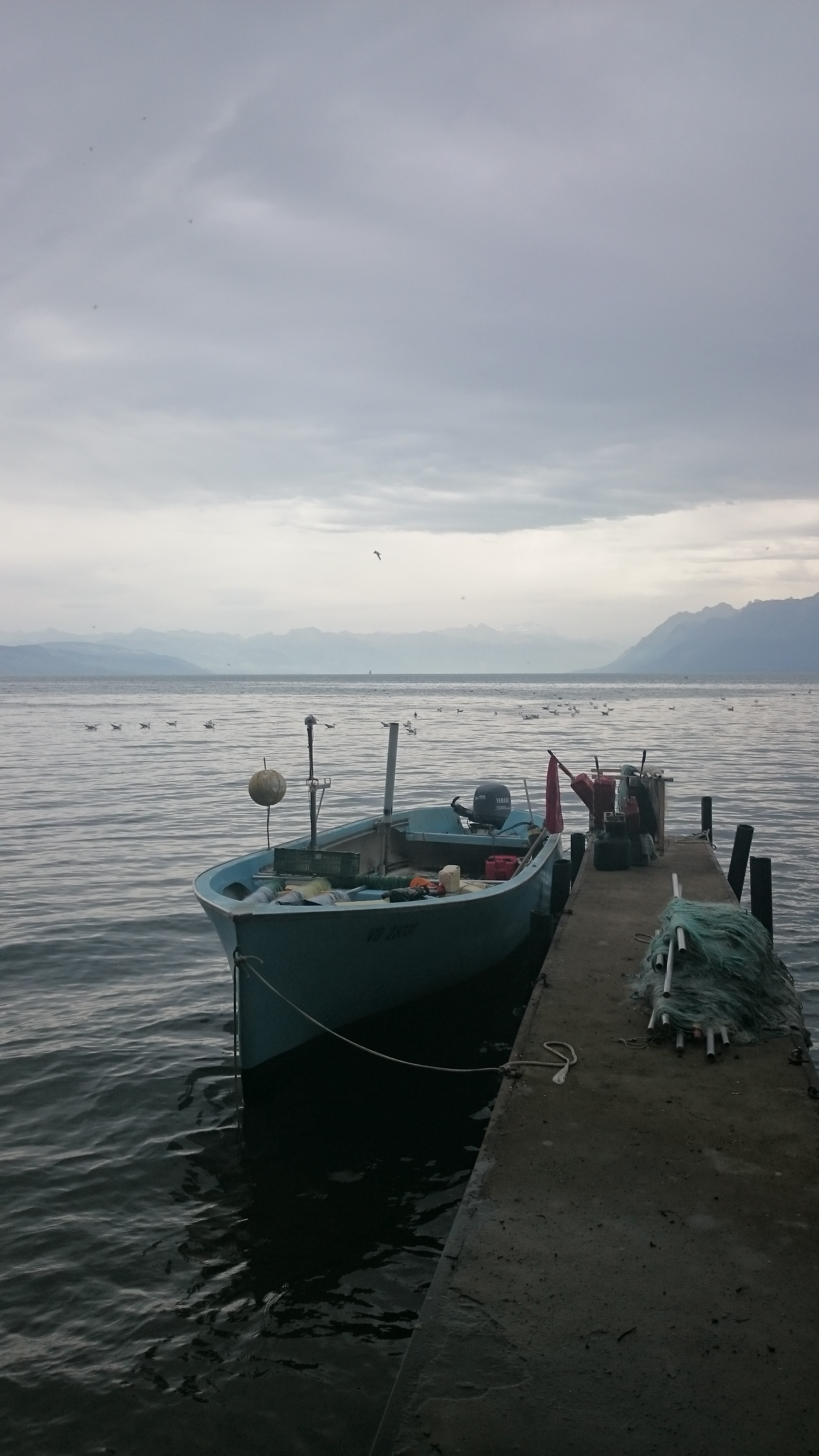
Tolochenaz 110717

Tolochenaz se situe dans le sud du canton de Vaud, entre Morges et Saint-Prex. Le village occupe un terrain bordant le Léman. Le territoire tolochinois est globalement plat, mais incliné en direction du lac. L'embouchure du Boiron de Morges, une rivière passant dans les parages, y forme une plage. Cette même rivière détermine une grande partie de la frontière de la commune avec Saint-Prex.
| Chigny | Chigny     | Morges |
| Lully  | Tolochenaz | Léman  |
|        | Saint-Prex | Léman  |

## Population et société

### Gentilé et surnom
Les habitants de la commune se nomment les Tolochinois. Ce gentilé date de 1956, sur proposition au syndic de l'époque à qui on trouvait un petit air chinois.
Ils sont surnommés les Gorgolions, soit les charançons en patois vaudois.

### Démographie

#### Évolution de la population
La commune compte 1 928 habitants au 31 décembre 2023 pour une densité de population de 1 213 hab/km2. Sur la période 2010-2023, sa population a augmenté de 12,5 % (canton : 18,6 % ; Suisse : 9,4 %).  

#### Pyramide des âges
En 2023, le taux de personnes de moins de 30 ans s'élève à 34,3 %, au-dessous de la valeur cantonale (34,6 %). Le taux de personnes de plus de 60 ans est quant à lui de 22 %, alors qu'il est de 22,5 % au niveau cantonal.
La même année, la commune compte 960 hommes pour 968 femmes, soit un taux de 49,8 % d'hommes, supérieur à celui du canton (49,1 %).
| Hommes | Classe d’âge | Femmes |
| ------ | ------------ | ------ |
| 0,7    | 90 ans ou +  | 0,9    |
| 6,6    | 75 à 89 ans  | 7,1    |
| 13,3   | 60 à 74 ans  | 15,4   |
| 23,0   | 45 à 59 ans  | 25,2   |
| 20,2   | 30 à 44 ans  | 18,9   |
| 18,9   | 15 à 29 ans  | 17,1   |
| 17,3   | - de 14 ans  | 15,3   |

| Hommes | Classe d’âge | Femmes |
| ------ | ------------ | ------ |
| 0,6    | 90 ans ou +  | 1,4    |
| 6,5    | 75 à 89 ans  | 8,7    |
| 13,5   | 60 à 74 ans  | 14,3   |
| 20,9   | 45 à 59 ans  | 20,9   |
| 22,3   | 30 à 44 ans  | 21,7   |
| 19,6   | 15 à 29 ans  | 17,7   |
| 16,6   | - de 14 ans  | 15,3   |

## Préhistoire
Les ensembles funéraires découverts en marge de la gravière de la Caroline, au sud de Tolochenaz, ont livré des tombes attestant une occupation quasi-continue entre le néolithique (deuxième moitié du Ve millénaire avant J.-C.) et la période romaine (IIe siècle de notre ère). En précédant l'extension de la gravière, les chercheurs ont pu ainsi fouiller près de 200 structures et tombes, certaines présentant, pour cercueils, des troncs évidés recouverts de dalles et déposés dans de larges fosses.

## Patrimoine bâti
L'église réformée a été bâtie en 1930 par l'architecte Alfred de Goumoëns.
La villa Riond-Bosson, élevée en 1882, a été habitée de 1898 à 1940 par le pianiste virtuose polonais Ignace Paderewski. De cette maison de maître, démolie, ne subsiste qu'une dépendance, l'ancien pigeonnier. On trouve aujourd'hui à cet emplacement l'École de la construction, centre de compétence pour la formation dans les métiers du bâtiment, élevée en 1985-1988 par les architectes Bernard Gachet et Patrick Mestelan. Un bâtiment administratif, au nord, avec grand portique, date de 1994-1997, tandis qu'une extension, au sud, de 2001-2003, est due aux mêmes constructeurs.      
Sur la route du lac, au passage du cours d'eau du Boiron de Morges, le pont bâti en 1785 présente, côté nord, une borne milliaire datant de l'époque de l'empereur romain Marc Aurèle. Elle provient de Villars-sous-Yens, où passait l'ancienne route romaine.
Une colonne en pierre, non loin du Boiron de Morges, au voisinage de la route du lac, est le dernier vestige de l'ancien gibet de Morges.

## Transports
Le village se trouve sur le tracé de l'autoroute A1, ce qui permet un accès rapide à Lausanne et Genève. L'aéroport international le plus proche est celui de Genève, alors que l'aéroport de Lausanne-Blécherette est le terrain d'aviation le plus proche.
Le village est desservi par les bus de la région de Morges (MBC).

## Économie

### Paysannerie
À ses origines, le village était uniquement agricole. Aujourd'hui, il conserve une importante part de son activité économique dans les exploitations agricoles, notamment la pommiculture. Sur la partie nord du village, de nombreux hectares sont recouverts de pommiers et de poiriers, et ce, jusqu'à l'autoroute.

### Entreprises
- Medtronic. Depuis 1997, son siège européen se trouve à Tolochenaz où travaillent, en 2010, quelque 700 salariés.
- Planzer Transport.
- Friderici Special.
- Philos, assurance.
- La Maison de la Rivière

## Personnalités
- Ignacy Jan Paderewski, musicien et homme d'état polonais, séjourna dans la Villa Riond-Bosson.
- Audrey Hepburn, actrice, y vécut dès 1963 dans sa villa de La Paisible et jusqu'à son décès le 20 janvier 1993. Elle est enterrée dans le cimetière du village.
- George London, baryton-basse canadien, partenaire vocal de Nicolai Gedda, qui suit :
- Nicolai Gedda, ténor suédois : sa résidence d'été pendant une quarantaine d'années — un ancien « boîton à cochons » (porcherie) rénové en villa VIP — où il a également rendu son dernier souffle le 8 janvier 2017.
- Zizi Jeanmaire, ballerine et chanteuse, y est décédée le 17 juillet 2020.